# Podławki
Podławki [pɔdˈwafki] (tiếng Đức Podlacken) là một ngôi làng thuộc khu hành chính của Gmina Barciany, thuộc huyện Kętrzyński, Warmińsko-Mazurskie, ở phía bắc Ba Lan, gần biên giới với Kaliningrad Oblast của Nga. Nó nằm khoảng 9 kilômét (6 mi)   phía nam Barciany, 8 km (5 mi)     phía tây bắc Kętrzyn và 67 km (42 mi)     về phía đông bắc của thủ đô khu vực Olsztyn.
Trước năm 1945, khu vực này là một phần của Đức (Đông Phổ).
Ngôi làng có dân số 190.